# 流变分子
流变分子（fluxional molecule）是指内部原子在对称的位置上不停交换的一种分子。
因为事实上，从某些方面看，所有的分子都在流变，例如有机化合物中键的旋转，所以流变这个概念主要取决于上下文的关系以及检测的手段。
一般来说，当一个分子的光谱信号因为化学交换作用存在超出海森堡不确定原理所预测的行展宽时，我们说这个分子是一个流变分子。在某些例子中，由于流变的速率很低不能通过光谱检测，此时就会用同位素标记法。
常见的流变分子：
- 甲鎓离子（CH5+）。该离子中质子交换所需的能量比零点能量低，因此绝对零度时仍没有“固定的分子结构”，氢原子处于运动之中。[1][2][3][4][5][6][7][8]
- 瞬烯及Cope重排反应中涉及的其他某些1,5-二烯化合物；
- 可以发生Berry假旋转的五氟化磷、五羰基铁等；
- 环己烷椅型构象的一对构象转换体。参见环己烷构象。